# Tournoi d'Afrique du Sud de rugby à sept 2016
Navigation
2015 2017
Le Tournoi d'Afrique du Sud de rugby à sept 2016 (Anglais : South Africa rugby sevens 2016) est la deuxième étape la saison 2016-2017 du World Rugby Sevens Series. Elle se déroule les 10 et 11 décembre 2015 au Cape Town Stadium au Cap, en Afrique du Sud. La victoire finale revient à l'équipe d'Angleterre qui bat en finale l'équipe d'Afrique du Sud sur le score de 19 à 17

## Équipes participantes
Seize équipes participent au tournoi (quinze équipes qualifiées d'office plus une invitée) :
- Afrique du Sud
- Angleterre
- Argentine
- Australie
- Canada
- Écosse
- États-Unis
- France
- Fidji
- Pays de Galles
- Japon
- Kenya
- Nouvelle-Zélande
- Russie
- Samoa
- Ouganda (invitée)

## Phase de poules

### Poule A
| Rang | Pays           | J | V | N | D | Pm | Pe  | Diff | Pts |
| ---- | -------------- | - | - | - | - | -- | --- | ---- | --- |
| 1    | Afrique du Sud | 3 | 3 | 0 | 0 | 98 | 17  | +81  | 9   |
| 2    | États-Unis     | 3 | 2 | 0 | 1 | 55 | 45  | +10  | 7   |
| 3    | Australie      | 3 | 1 | 0 | 2 | 43 | 48  | -5   | 5   |
| 4    | Russie         | 3 | 0 | 0 | 3 | 17 | 109 | -92  | 3   |

| 10 décembre 2016 12 h 27 UTC+02:00 | Australie | 0 - 19 | États-Unis | Cape Town Stadium, Le Cap |
| 10 décembre 2016 12 h 27 UTC+02:00 |           |        |            | Cape Town Stadium, Le Cap |
| 10 décembre 2016 12 h 27 UTC+02:00 |           |        |            | Cape Town Stadium, Le Cap |

| 10 décembre 2016 12 h 49 UTC+02:00 | Afrique du Sud | 41 - 0 | Russie | Cape Town Stadium, Le Cap |
| 10 décembre 2016 12 h 49 UTC+02:00 |                |        |        | Cape Town Stadium, Le Cap |
| 10 décembre 2016 12 h 49 UTC+02:00 |                |        |        | Cape Town Stadium, Le Cap |

| 10 décembre 2016 15 h 48 UTC+02:00 | Australie | 36 - 0 | Russie | Cape Town Stadium, Le Cap |
| 10 décembre 2016 15 h 48 UTC+02:00 |           |        |        | Cape Town Stadium, Le Cap |
| 10 décembre 2016 15 h 48 UTC+02:00 |           |        |        | Cape Town Stadium, Le Cap |

| 10 décembre 2016 16 h 10 UTC+02:00 | Afrique du Sud | 28 - 10 | États-Unis | Cape Town Stadium, Le Cap |
| 10 décembre 2016 16 h 10 UTC+02:00 |                |         |            | Cape Town Stadium, Le Cap |
| 10 décembre 2016 16 h 10 UTC+02:00 |                |         |            | Cape Town Stadium, Le Cap |

| 10 décembre 2016 19 h 34 UTC+02:00 | États-Unis | 26 - 17 | Russie | Cape Town Stadium, Le Cap |
| 10 décembre 2016 19 h 34 UTC+02:00 |            |         |        | Cape Town Stadium, Le Cap |
| 10 décembre 2016 19 h 34 UTC+02:00 |            |         |        | Cape Town Stadium, Le Cap |

| 10 décembre 2016 19 h 56 UTC+02:00 | Afrique du Sud | 29 - 7 | Australie | Cape Town Stadium, Le Cap |
| 10 décembre 2016 19 h 56 UTC+02:00 |                |        |           | Cape Town Stadium, Le Cap |
| 10 décembre 2016 19 h 56 UTC+02:00 |                |        |           | Cape Town Stadium, Le Cap |

### Poule B
| Rang | Pays   | J | V | N | D | Pm | Pe  | Diff | Pts |
| ---- | ------ | - | - | - | - | -- | --- | ---- | --- |
| 1    | Fidji  | 3 | 3 | 0 | 0 | 89 | 48  | +41  | 9   |
| 2    | Kenya  | 3 | 2 | 0 | 1 | 79 | 47  | +32  | 7   |
| 3    | France | 3 | 1 | 0 | 2 | 83 | 68  | +15  | 5   |
| 4    | Japon  | 3 | 0 | 0 | 3 | 19 | 107 | -88  | 3   |

| 10 décembre 2016 11 h 43 UTC+02:00 | France | 14 - 33 | Kenya | Cape Town Stadium, Le Cap |
| 10 décembre 2016 11 h 43 UTC+02:00 |        |         |       | Cape Town Stadium, Le Cap |
| 10 décembre 2016 11 h 43 UTC+02:00 |        |         |       | Cape Town Stadium, Le Cap |

| 10 décembre 2016 12 h 05 UTC+02:00 | Fidji | 33 - 7 | Japon | Cape Town Stadium, Le Cap |
| 10 décembre 2016 12 h 05 UTC+02:00 |       |        |       | Cape Town Stadium, Le Cap |
| 10 décembre 2016 12 h 05 UTC+02:00 |       |        |       | Cape Town Stadium, Le Cap |

| 10 décembre 2016 15 h 04 UTC+02:00 | France | 50 - 7 | Japon | Cape Town Stadium, Le Cap |
| 10 décembre 2016 15 h 04 UTC+02:00 |        |        |       | Cape Town Stadium, Le Cap |
| 10 décembre 2016 15 h 04 UTC+02:00 |        |        |       | Cape Town Stadium, Le Cap |

| 10 décembre 2016 15 h 26 UTC+02:00 | Fidji | 28 - 22 | Kenya | Cape Town Stadium, Le Cap |
| 10 décembre 2016 15 h 26 UTC+02:00 |       |         |       | Cape Town Stadium, Le Cap |
| 10 décembre 2016 15 h 26 UTC+02:00 |       |         |       | Cape Town Stadium, Le Cap |

| 10 décembre 2016 18 h 50 UTC+02:00 | Kenya | 24 - 5 | Japon | Cape Town Stadium, Le Cap |
| 10 décembre 2016 18 h 50 UTC+02:00 |       |        |       | Cape Town Stadium, Le Cap |
| 10 décembre 2016 18 h 50 UTC+02:00 |       |        |       | Cape Town Stadium, Le Cap |

| 10 décembre 2016 19 h 12 UTC+02:00 | Fidji | 28 - 19 | France | Cape Town Stadium, Le Cap |
| 10 décembre 2016 19 h 12 UTC+02:00 |       |         |        | Cape Town Stadium, Le Cap |
| 10 décembre 2016 19 h 12 UTC+02:00 |       |         |        | Cape Town Stadium, Le Cap |

### Poule C
| Rang | Pays             | J | V | N | D | Pm | Pe | Diff | Pts |
| ---- | ---------------- | - | - | - | - | -- | -- | ---- | --- |
| 1    | Nouvelle-Zélande | 3 | 2 | 1 | 0 | 78 | 38 | +40  | 8   |
| 2    | Angleterre       | 3 | 2 | 0 | 1 | 59 | 57 | +2   | 7   |
| 3    | Argentine        | 3 | 1 | 0 | 2 | 69 | 59 | +10  | 5   |
| 4    | Canada           | 3 | 0 | 1 | 2 | 43 | 95 | -52  | 4   |

| 10 décembre 2016 10 h 59 UTC+02:00 | Nouvelle-Zélande | 26 - 12 | Argentine | Cape Town Stadium, Le Cap |
| 10 décembre 2016 10 h 59 UTC+02:00 |                  |         |           | Cape Town Stadium, Le Cap |
| 10 décembre 2016 10 h 59 UTC+02:00 |                  |         |           | Cape Town Stadium, Le Cap |

| 10 décembre 2016 11 h 21 UTC+02:00 | Angleterre | 33 - 10 | Canada | Cape Town Stadium, Le Cap |
| 10 décembre 2016 11 h 21 UTC+02:00 |            |         |        | Cape Town Stadium, Le Cap |
| 10 décembre 2016 11 h 21 UTC+02:00 |            |         |        | Cape Town Stadium, Le Cap |

| 10 décembre 2016 14 h 20 UTC+02:00 | Nouvelle-Zélande | 19 - 19 | Canada | Cape Town Stadium, Le Cap |
| 10 décembre 2016 14 h 20 UTC+02:00 |                  |         |        | Cape Town Stadium, Le Cap |
| 10 décembre 2016 14 h 20 UTC+02:00 |                  |         |        | Cape Town Stadium, Le Cap |

| 10 décembre 2016 14 h 42 UTC+02:00 | Angleterre | 19 - 14 | Argentine | Cape Town Stadium, Le Cap |
| 10 décembre 2016 14 h 42 UTC+02:00 |            |         |           | Cape Town Stadium, Le Cap |
| 10 décembre 2016 14 h 42 UTC+02:00 |            |         |           | Cape Town Stadium, Le Cap |

| 10 décembre 2016 17 h 41 UTC+02:00 | Argentine | 43 - 14 | Canada | Cape Town Stadium, Le Cap |
| 10 décembre 2016 17 h 41 UTC+02:00 |           |         |        | Cape Town Stadium, Le Cap |
| 10 décembre 2016 17 h 41 UTC+02:00 |           |         |        | Cape Town Stadium, Le Cap |

| 10 décembre 2016 18 h 03 UTC+02:00 | Angleterre | 7 - 33 | Nouvelle-Zélande | Cape Town Stadium, Le Cap |
| 10 décembre 2016 18 h 03 UTC+02:00 |            |        |                  | Cape Town Stadium, Le Cap |
| 10 décembre 2016 18 h 03 UTC+02:00 |            |        |                  | Cape Town Stadium, Le Cap |

### Poule D
| Rang | Pays           | J | V | N | D | Pm | Pe | Diff | Pts |
| ---- | -------------- | - | - | - | - | -- | -- | ---- | --- |
| 1    | Écosse         | 3 | 3 | 0 | 0 | 83 | 47 | +36  | 9   |
| 2    | Pays de Galles | 3 | 2 | 0 | 1 | 67 | 31 | +36  | 7   |
| 3    | Samoa          | 3 | 1 | 0 | 2 | 48 | 43 | +5   | 5   |
| 4    | Ouganda        | 3 | 0 | 0 | 3 | 19 | 96 | -77  | 3   |

| 10 décembre 2016 10 h 15 UTC+02:00 | Écosse | 21 - 19 | Samoa | Cape Town Stadium, Le Cap |
| 10 décembre 2016 10 h 15 UTC+02:00 |        |         |       | Cape Town Stadium, Le Cap |
| 10 décembre 2016 10 h 15 UTC+02:00 |        |         |       | Cape Town Stadium, Le Cap |

| 10 décembre 2016 10 h 37 UTC+02:00 | Pays de Galles | 29 - 7 | Ouganda | Cape Town Stadium, Le Cap |
| 10 décembre 2016 10 h 37 UTC+02:00 |                |        |         | Cape Town Stadium, Le Cap |
| 10 décembre 2016 10 h 37 UTC+02:00 |                |        |         | Cape Town Stadium, Le Cap |

| 10 décembre 2016 13 h 36 UTC+02:00 | Écosse | 38 - 7 | Ouganda | Cape Town Stadium, Le Cap |
| 10 décembre 2016 13 h 36 UTC+02:00 |        |        |         | Cape Town Stadium, Le Cap |
| 10 décembre 2016 13 h 36 UTC+02:00 |        |        |         | Cape Town Stadium, Le Cap |

| 10 décembre 2016 13 h 58 UTC+02:00 | Pays de Galles | 17 - 0 | Samoa | Cape Town Stadium, Le Cap |
| 10 décembre 2016 13 h 58 UTC+02:00 |                |        |       | Cape Town Stadium, Le Cap |
| 10 décembre 2016 13 h 58 UTC+02:00 |                |        |       | Cape Town Stadium, Le Cap |

| 10 décembre 2016 16 h 57 UTC+02:00 | Samoa | 29 - 5 | Ouganda | Cape Town Stadium, Le Cap |
| 10 décembre 2016 16 h 57 UTC+02:00 |       |        |         | Cape Town Stadium, Le Cap |
| 10 décembre 2016 16 h 57 UTC+02:00 |       |        |         | Cape Town Stadium, Le Cap |

| 10 décembre 2016 17 h 19 UTC+02:00 | Pays de Galles | 21 - 24 | Écosse | Cape Town Stadium, Le Cap |
| 10 décembre 2016 17 h 19 UTC+02:00 |                |         |        | Cape Town Stadium, Le Cap |
| 10 décembre 2016 17 h 19 UTC+02:00 |                |         |        | Cape Town Stadium, Le Cap |

## Phase finale
Résultats de la phase finale.

### Tournois principaux

#### Cup
|  | Quarts de finale                     | Quarts de finale                     |                                      |                                      | Demi-finales                         | Demi-finales                         |    |  | Finale                               | Finale                               |
|  | Quarts de finale                     | Quarts de finale                     |                                      |                                      | Demi-finales                         | Demi-finales                         |    |  | Finale                               | Finale                               |
|  |                                      |                                      |                                      |                                      |                                      |                                      |    |  |                                      |                                      |
|  | 11 décembre 2016 - 12 h 04 UTC+02:00 | 11 décembre 2016 - 12 h 04 UTC+02:00 |                                      |                                      | 11 décembre 2016 - 16 h 34 UTC+02:00 | 11 décembre 2016 - 16 h 34 UTC+02:00 |    |  | 11 décembre 2016 - 19 h 44 UTC+02:00 | 11 décembre 2016 - 19 h 44 UTC+02:00 |
|  | 11 décembre 2016 - 12 h 04 UTC+02:00 | 11 décembre 2016 - 12 h 04 UTC+02:00 |                                      |                                      | 11 décembre 2016 - 16 h 34 UTC+02:00 | 11 décembre 2016 - 16 h 34 UTC+02:00 |    |  | 11 décembre 2016 - 19 h 44 UTC+02:00 | 11 décembre 2016 - 19 h 44 UTC+02:00 |
|  | Afrique du Sud                       | 33                                   |                                      |                                      | 11 décembre 2016 - 16 h 34 UTC+02:00 | 11 décembre 2016 - 16 h 34 UTC+02:00 |    |  | 11 décembre 2016 - 19 h 44 UTC+02:00 | 11 décembre 2016 - 19 h 44 UTC+02:00 |
|  | Afrique du Sud                       | 33                                   |                                      |                                      | 11 décembre 2016 - 16 h 34 UTC+02:00 | 11 décembre 2016 - 16 h 34 UTC+02:00 |    |  | 11 décembre 2016 - 19 h 44 UTC+02:00 | 11 décembre 2016 - 19 h 44 UTC+02:00 |
|  | Pays de Galles                       | 0                                    |                                      |                                      | 11 décembre 2016 - 16 h 34 UTC+02:00 | 11 décembre 2016 - 16 h 34 UTC+02:00 |    |  | 11 décembre 2016 - 19 h 44 UTC+02:00 | 11 décembre 2016 - 19 h 44 UTC+02:00 |
|  | Pays de Galles                       | 0                                    | Afrique du Sud                       | 14                                   |                                      |                                      |    |  | 11 décembre 2016 - 19 h 44 UTC+02:00 | 11 décembre 2016 - 19 h 44 UTC+02:00 |
|  | 11 décembre 2016 - 12 h 26 UTC+02:00 |                                      | Afrique du Sud                       | 14                                   |                                      |                                      |    |  | 11 décembre 2016 - 19 h 44 UTC+02:00 | 11 décembre 2016 - 19 h 44 UTC+02:00 |
|  |                                      | Nouvelle-Zélande                     | 7                                    |                                      |                                      |                                      |    |  | 11 décembre 2016 - 19 h 44 UTC+02:00 | 11 décembre 2016 - 19 h 44 UTC+02:00 |
|  | Nouvelle-Zélande                     | Nouvelle-Zélande                     | 7                                    | 28                                   |                                      |                                      |    |  | 11 décembre 2016 - 19 h 44 UTC+02:00 | 11 décembre 2016 - 19 h 44 UTC+02:00 |
|  | Nouvelle-Zélande                     |                                      |                                      | 28                                   |                                      |                                      |    |  | 11 décembre 2016 - 19 h 44 UTC+02:00 | 11 décembre 2016 - 19 h 44 UTC+02:00 |
|  | Kenya                                | 7                                    |                                      |                                      |                                      |                                      |    |  | 11 décembre 2016 - 19 h 44 UTC+02:00 | 11 décembre 2016 - 19 h 44 UTC+02:00 |
|  | Kenya                                | 7                                    | Afrique du Sud                       | 17                                   |                                      |                                      |    |  |                                      |                                      |
|  | 11 décembre 2016 - 12 h 48 UTC+02:00 |                                      | Afrique du Sud                       | 17                                   |                                      |                                      |    |  |                                      |                                      |
|  |                                      | Angleterre                           | 19                                   |                                      |                                      |                                      |    |  |                                      |                                      |
|  | Écosse                               | Angleterre                           | 19                                   | 24                                   |                                      |                                      |    |  |                                      |                                      |
|  | Écosse                               | 11 décembre 2016 - 16 h 56 UTC+02:00 |                                      | 24                                   |                                      |                                      |    |  |                                      |                                      |
|  | États-Unis                           | 19                                   |                                      |                                      |                                      |                                      |    |  |                                      |                                      |
|  | États-Unis                           | 19                                   | Écosse                               | 14                                   |                                      |                                      |    |  |                                      |                                      |
|  | 11 décembre 2016 - 13 h 10 UTC+02:00 | 11 décembre 2016 - 13 h 10 UTC+02:00 | Écosse                               | 14                                   | Match pour la 3e place               | Match pour la 3e place               |    |  |                                      |                                      |
|  | 11 décembre 2016 - 13 h 10 UTC+02:00 | 11 décembre 2016 - 13 h 10 UTC+02:00 |                                      | Angleterre                           | Match pour la 3e place               | Match pour la 3e place               | 33 |  |                                      |                                      |
|  | Fidji                                | 26                                   | 11 décembre 2016 - 19 h 18 UTC+02:00 | 11 décembre 2016 - 19 h 18 UTC+02:00 |                                      |                                      | 33 |  |                                      |                                      |
|  | Fidji                                | 26                                   | 11 décembre 2016 - 19 h 18 UTC+02:00 | 11 décembre 2016 - 19 h 18 UTC+02:00 |                                      |                                      |    |  |                                      |                                      |
|  | Angleterre                           | 31                                   |                                      | Nouvelle-Zélande                     | 24                                   |                                      |    |  |                                      |                                      |
|  | Angleterre                           | 31                                   |                                      | Nouvelle-Zélande                     | 24                                   |                                      |    |  |                                      |                                      |
|  |                                      |                                      |                                      |                                      |                                      |                                      |    |  | Écosse                               | 19                                   |
|  |                                      |                                      |                                      |                                      |                                      |                                      |    |  | Écosse                               | 19                                   |

Finale
| 11 décembre 2016 | Afrique du Sud                                                                   | 17-19 (5-12) | Angleterre | Cape Town Stadium, Le Cap Arbitre : Craig Evans |
| 11 décembre 2016 | Essai(s) : Dry (4e), Speckman, (11e), Kok (19e) Transformation(s) : Afrika (12e) |              | Essai(s) : De Carpentier (6e), Norton (7e), McConnochie (15e) Transformation(s) : Mitchell (6e, 16e) Carton(s) jaune(s) : Norton (19e) | Cape Town Stadium, Le Cap Arbitre : Craig Evans |
| 11 décembre 2016 |                                                                                  |              | | Cape Town Stadium, Le Cap Arbitre : Craig Evans |

#### Challenge Trophy
|  | Quarts de finale                     | Quarts de finale                     |           |    | Demi-finales                         | Demi-finales                         |  |  | Finale                               | Finale                               |
|  | Quarts de finale                     | Quarts de finale                     |           |    | Demi-finales                         | Demi-finales                         |  |  | Finale                               | Finale                               |
|  |                                      |                                      |           |    |                                      |                                      |  |  |                                      |                                      |
|  | 11 décembre 2016 - 10 h 36 UTC+02:00 | 11 décembre 2016 - 10 h 36 UTC+02:00 |           |    | 11 décembre 2016 - 14 h 41 UTC+02:00 | 11 décembre 2016 - 14 h 41 UTC+02:00 |  |  | 11 décembre 2016 - 18 h 05 UTC+02:00 | 11 décembre 2016 - 18 h 05 UTC+02:00 |
|  | 11 décembre 2016 - 10 h 36 UTC+02:00 | 11 décembre 2016 - 10 h 36 UTC+02:00 |           |    | 11 décembre 2016 - 14 h 41 UTC+02:00 | 11 décembre 2016 - 14 h 41 UTC+02:00 |  |  | 11 décembre 2016 - 18 h 05 UTC+02:00 | 11 décembre 2016 - 18 h 05 UTC+02:00 |
|  | Australie                            | 42                                   |           |    | 11 décembre 2016 - 14 h 41 UTC+02:00 | 11 décembre 2016 - 14 h 41 UTC+02:00 |  |  | 11 décembre 2016 - 18 h 05 UTC+02:00 | 11 décembre 2016 - 18 h 05 UTC+02:00 |
|  | Australie                            | 42                                   |           |    | 11 décembre 2016 - 14 h 41 UTC+02:00 | 11 décembre 2016 - 14 h 41 UTC+02:00 |  |  | 11 décembre 2016 - 18 h 05 UTC+02:00 | 11 décembre 2016 - 18 h 05 UTC+02:00 |
|  | Ouganda                              | 12                                   |           |    | 11 décembre 2016 - 14 h 41 UTC+02:00 | 11 décembre 2016 - 14 h 41 UTC+02:00 |  |  | 11 décembre 2016 - 18 h 05 UTC+02:00 | 11 décembre 2016 - 18 h 05 UTC+02:00 |
|  | Ouganda                              | 12                                   | Australie | 17 |                                      |                                      |  |  | 11 décembre 2016 - 18 h 05 UTC+02:00 | 11 décembre 2016 - 18 h 05 UTC+02:00 |
|  | 11 décembre 2016 - 10 h 58 UTC+02:00 |                                      | Australie | 17 |                                      |                                      |  |  | 11 décembre 2016 - 18 h 05 UTC+02:00 | 11 décembre 2016 - 18 h 05 UTC+02:00 |
|  |                                      | Argentine                            | 21        |    |                                      |                                      |  |  | 11 décembre 2016 - 18 h 05 UTC+02:00 | 11 décembre 2016 - 18 h 05 UTC+02:00 |
|  | Argentine                            | Argentine                            | 21        | 33 |                                      |                                      |  |  | 11 décembre 2016 - 18 h 05 UTC+02:00 | 11 décembre 2016 - 18 h 05 UTC+02:00 |
|  | Argentine                            |                                      |           | 33 |                                      |                                      |  |  | 11 décembre 2016 - 18 h 05 UTC+02:00 | 11 décembre 2016 - 18 h 05 UTC+02:00 |
|  | Japon                                | 12                                   |           |    |                                      |                                      |  |  | 11 décembre 2016 - 18 h 05 UTC+02:00 | 11 décembre 2016 - 18 h 05 UTC+02:00 |
|  | Japon                                | 12                                   | Argentine | 7  |                                      |                                      |  |  |                                      |                                      |
|  | 11 décembre 2016 - 11 h 20 UTC+02:00 |                                      | Argentine | 7  |                                      |                                      |  |  |                                      |                                      |
|  |                                      | France                               | 19        |    |                                      |                                      |  |  |                                      |                                      |
|  | Samoa                                | France                               | 19        | 14 |                                      |                                      |  |  |                                      |                                      |
|  | Samoa                                | 11 décembre 2016 - 15 h 03 UTC+02:00 |           | 14 |                                      |                                      |  |  |                                      |                                      |
|  | Russie                               | 17                                   |           |    |                                      |                                      |  |  |                                      |                                      |
|  | Russie                               | 17                                   | Russie    | 12 |                                      |                                      |  |  |                                      |                                      |
|  | 11 décembre 2016 - 11 h 42 UTC+02:00 |                                      | Russie    | 12 |                                      |                                      |  |  |                                      |                                      |
|  |                                      | France                               | 17        |    |                                      |                                      |  |  |                                      |                                      |
|  | France                               | France                               | 17        | 42 |                                      |                                      |  |  |                                      |                                      |
|  | France                               |                                      |           | 42 |                                      |                                      |  |  |                                      |                                      |
|  | Canada                               | 14                                   |           |    |                                      |                                      |  |  |                                      |                                      |
|  | Canada                               | 14                                   |           |    |                                      |                                      |  |  |                                      |                                      |

### Matchs de classement

#### Challenge 13e place
|  | Demi-finales                         | Demi-finales                         |         |    | Finale                               | Finale                               |
|  | Demi-finales                         | Demi-finales                         |         |    | Finale                               | Finale                               |
|  |                                      |                                      |         |    |                                      |                                      |
|  | 11 décembre 2016 - 13 h 57 UTC+02:00 | 11 décembre 2016 - 13 h 57 UTC+02:00 |         |    | 11 décembre 2016 - 17 h 43 UTC+02:00 | 11 décembre 2016 - 17 h 43 UTC+02:00 |
|  | 11 décembre 2016 - 13 h 57 UTC+02:00 | 11 décembre 2016 - 13 h 57 UTC+02:00 |         |    | 11 décembre 2016 - 17 h 43 UTC+02:00 | 11 décembre 2016 - 17 h 43 UTC+02:00 |
|  | Ouganda                              | 21                                   |         |    | 11 décembre 2016 - 17 h 43 UTC+02:00 | 11 décembre 2016 - 17 h 43 UTC+02:00 |
|  | Ouganda                              | 21                                   |         |    | 11 décembre 2016 - 17 h 43 UTC+02:00 | 11 décembre 2016 - 17 h 43 UTC+02:00 |
|  | Japon                                | 17                                   |         |    | 11 décembre 2016 - 17 h 43 UTC+02:00 | 11 décembre 2016 - 17 h 43 UTC+02:00 |
|  | Japon                                | 17                                   | Ouganda | 10 |                                      |                                      |
|  | 11 décembre 2016 - 14 h 19 UTC+02:00 |                                      | Ouganda | 10 |                                      |                                      |
|  |                                      | Canada                               | 19      |    |                                      |                                      |
|  | Samoa                                | Canada                               | 19      | 24 |                                      |                                      |
|  | Samoa                                |                                      |         | 24 |                                      |                                      |
|  | Canada                               | 26                                   |         |    |                                      |                                      |
|  | Canada                               | 26                                   |         |    |                                      |                                      |

#### Challenge 5e place
|  | Demi-finales                         | Demi-finales                         |       |    | Finale                               | Finale                               |
|  | Demi-finales                         | Demi-finales                         |       |    | Finale                               | Finale                               |
|  |                                      |                                      |       |    |                                      |                                      |
|  | 11 décembre 2016 - 15 h 50 UTC+02:00 | 11 décembre 2016 - 15 h 50 UTC+02:00 |       |    | 11 décembre 2016 - 18 h 36 UTC+02:00 | 11 décembre 2016 - 18 h 36 UTC+02:00 |
|  | 11 décembre 2016 - 15 h 50 UTC+02:00 | 11 décembre 2016 - 15 h 50 UTC+02:00 |       |    | 11 décembre 2016 - 18 h 36 UTC+02:00 | 11 décembre 2016 - 18 h 36 UTC+02:00 |
|  | Pays de Galles                       | 14                                   |       |    | 11 décembre 2016 - 18 h 36 UTC+02:00 | 11 décembre 2016 - 18 h 36 UTC+02:00 |
|  | Pays de Galles                       | 14                                   |       |    | 11 décembre 2016 - 18 h 36 UTC+02:00 | 11 décembre 2016 - 18 h 36 UTC+02:00 |
|  | Kenya                                | 19                                   |       |    | 11 décembre 2016 - 18 h 36 UTC+02:00 | 11 décembre 2016 - 18 h 36 UTC+02:00 |
|  | Kenya                                | 19                                   | Kenya | 21 |                                      |                                      |
|  | 11 décembre 2016 - 16 h 12 UTC+02:00 |                                      | Kenya | 21 |                                      |                                      |
|  |                                      | Fidji                                | 33    |    |                                      |                                      |
|  | États-Unis                           | Fidji                                | 33    | 10 |                                      |                                      |
|  | États-Unis                           |                                      |       | 10 |                                      |                                      |
|  | Fidji                                | 28                                   |       |    |                                      |                                      |
|  | Fidji                                | 28                                   |       |    |                                      |                                      |

## Bilan
Statistiques sportives
- Meilleur marqueur du tournoi : Terry Bouhraoua ( France) avec 10 essais
- Meilleur réalisateur du tournoi : Terry Bouhraoua ( France) avec 76 points
- Impact player :  Dan Norton[4]
- Joueur de la finale :  Ruaridh McConnochie[5]
- Équipe type :
  -  Chris Dry
  -  Richard de Carpentier
  -  Philip Snyman
  -  Dan Norton
  -  Tim Mikkelson
  -  Billy Odhiambo
  -  Werner Kok

Affluences